# Стечковский, Казимеж
Казимеж Стечковский (пол. Kazimierz Steczkowski; род. 29 октября 1947) — польский, затем французский шахматист, международный мастер (1984).
Бронзовый призёр чемпионата Польши по быстрым шахматам в команде (1972). Со второй половины 1980-х годов представлял Францию. С 1990 года прекратил участие в турнирах.

## Изменения рейтинга
| Графики недоступны из-за технических проблем. См. информацию на Фабрикаторе и на mediawiki.org. |